# Bộ Ngoại giao Việt Nam Cộng hòa
Bộ Ngoại giao Việt Nam Cộng hòa (tiếng Anh: Ministry of Foreign Affairs of the Republic of Vietnam) là cơ quan cao nhất chịu trách nhiệm về đối ngoại và hoạt động ngoại giao của chính phủ Việt Nam Cộng hòa. Phần lớn từ khi thành lập năm 1949 cho đến khi giải thể do Sài Gòn thất thủ vào ngày 30 tháng 4 năm 1975, trụ sở Bộ Ngoại giao đặt tại số 6 đường Alexandre de Rhodes, Quận 1, Sài Gòn.

## Lịch sử
Tiền thân là Bộ Ngoại giao Quốc gia Việt Nam được thành lập vào năm 1949. Sau cuộc trưng cầu dân ý năm 1955, chính thể Việt Nam Cộng hòa hình thành, Bộ Ngoại giao Quốc gia Việt Nam được tổ chức lại thành Bộ Ngoại giao Việt Nam Cộng hòa cho đến khi giải thể vào ngày 30 tháng 4 năm 1975.

## Danh sách Bộ trưởng Bộ Ngoại giao
Dưới đây là danh sách Bộ trưởng Bộ Ngoại giao Việt Nam Cộng hòa từ năm 1949 cho đến khi Sài Gòn thất thủ năm 1975:
| Số                                                        | Tên gọi (năm sinh năm mất)                                | Chân dung                                                 | Nhiệm kỳ                                                  | Ghi chú   |
| Quốc gia Việt Nam (1949 – 1955) Tổng trưởng Bộ Ngoại giao | Quốc gia Việt Nam (1949 – 1955) Tổng trưởng Bộ Ngoại giao | Quốc gia Việt Nam (1949 – 1955) Tổng trưởng Bộ Ngoại giao | Quốc gia Việt Nam (1949 – 1955) Tổng trưởng Bộ Ngoại giao |           |
| --------------------------------------------------------- | --------------------------------------------------------- | --------------------------------------------------------- | --------------------------------------------------------- | --------- |
| 1                                                         | Nguyễn Phan Long (1889 – 1960)                            |                                                           | 1 tháng 7 năm 1949 – Tháng 4 năm 1950                     | Đầu tiên  |
| 2                                                         | Trần Văn Hữu (1895 – 1984)                                |                                                           | 6 tháng 5 năm 1950 – 3 tháng 6 năm 1952                   |           |
| 3                                                         | Nguyễn Trung Vinh (? – ?)                                 |                                                           | 8 tháng 3 năm 1952 – 3 tháng 6 năm 1952                   |           |
| 4                                                         | Trương Vĩnh Tống (1884 – 1974)                            |                                                           | 25 tháng 6 năm 1952 – 9 tháng 1 năm 1954                  |           |
| 5                                                         | Nguyễn Quốc Định (? – ?)                                  |                                                           | 16 tháng 1 năm 1954 – 1 tháng 7 năm 1954                  |           |
| 6                                                         | Trần Văn Đỗ (1903 – 1990)                                 |                                                           | 6 tháng 7 năm 1954 – 20 tháng 10 năm 1955                 |           |
| Việt Nam Cộng hòa (1955 – 1975) Bộ trưởng Bộ Ngoại giao   |                                                           |                                                           |                                                           |           |
| 7                                                         | Vũ Văn Mẫu (1914 – 1998)                                  |                                                           | 29 tháng 10 năm 1955 – 21 tháng 8 năm 1963                |           |
| —                                                         | Trương Công Cừu (1917 – 2022) Đại biện                    |                                                           | 23 tháng 8 năm 1963 – 2 tháng 11 năm 1963                 |           |
| 8                                                         | Phạm Đăng Lâm (1918 – 1975)                               |                                                           | 4 tháng 11 năm 1963 – 30 tháng 1 năm 1964                 |           |
| 9                                                         | Phan Huy Quát (1909 – 1979)                               |                                                           | Tháng 2 năm 1964 – Tháng 11 năm 1964                      |           |
| (8)                                                       | Phạm Đăng Lâm (1918 – 1975)                               |                                                           | Tháng 11 năm 1964 – Tháng 2 năm 1965                      |           |
| （6）                                                     | Trần Văn Đỗ (1903 – 1990)                                 |                                                           | 16 tháng 2 năm 1965 – 20 tháng 5 năm 1968                 |           |
| 10                                                        | Trần Chánh Thành (1917 – 1975)                            |                                                           | 27 tháng 5 năm 1968 – 4 tháng 7 năm 1969                  |           |
| 11                                                        | Trần Văn Lắm (1913 – 2001)                                |                                                           | 1 tháng 9 năm 1969 – 11 tháng 7 năm 1973                  |           |
| —                                                         | Nguyễn Phú Đức (1924 – 2017) Đại biện                     |                                                           | 12 tháng 7 năm 1973 – 19 tháng 7 năm 1973                 |           |
| 12                                                        | Vương Văn Bắc (1927 – 2011)                               |                                                           | 24 tháng 7 năm 1973 – 25 tháng 4 năm 1975                 | Cuối cùng |